# Saônelle
Die Saônelle ist ein rund 22 km langer Bach in Frankreich, der in der Region Grand Est verläuft. In einem Abschnitt ihres Oberlaufes ist sie auch unter dem Namen Royat bekannt. Er ist ein linker und südwestlicher Zufluss der Maas.

## Geographie

### Verlauf
Die Saônelle entspringt an der Gemeindegrenze von Lafauche und Prez-sous-Lafauche, entwässert generell in nordöstlicher Richtung und mündet nach etwa 22 Kilometern an der Gemeindegrenze von Frebécourt und Coussey von links in die Maas. Auf ihrem Weg durchquert die Saônelle die Départements Haute-Marne und Vosges.

### Zuflüsse
- Ruisseau d'Orquevaux (links), 3,0 km
- Ruisseau de la Goulotte (links), 1,0 km
- Ruisseau de la Fontaine des Auges (rechts), 1,1 km
- Ruisseau de Vonevau (rechts), 1,1 km
- Ruisseau des Arentolles (links), 1,9 km
- Ruisseau du Brouillard (rechts), 1,3 km
- Ruisseau du Champ Balance (rechts), 1,4 km
- Ruisseau de la Fousole (rechts), 0,9 km
- Ruisseau de Mureau (links), 3,5 km
- Ruisseau de Trevau (rechts), 1,3 km
- Ru du Vau (links), 3,3 km
- Ru de Rorthey  (links), 2,5 km

### Orte am Fluss
- Département Haute-Marne
  - Liffol-le-Petit
- Département Vosges
  - Liffol-le-Grand
  - Pargny-sous-Mureau
  - Sionne